# Emit (Carolina del Norte)
Emit es un área no incorporada ubicada del condado de Johnston en el estado estadounidense de Carolina del Norte.